# Jagatjit Singh
Pour les articles homonymes, voir Singh.
Jagatjit Singh, né le 24 novembre 1872 à Kapurthala (Inde britannique) et mort le 19 juin 1949 à Bombay (Inde), est le dernier raja puis maharaja au pouvoir de l'État princier de Kapurthala au sein de l'Inde britannique, de 1877 à 1947.

## Biographie

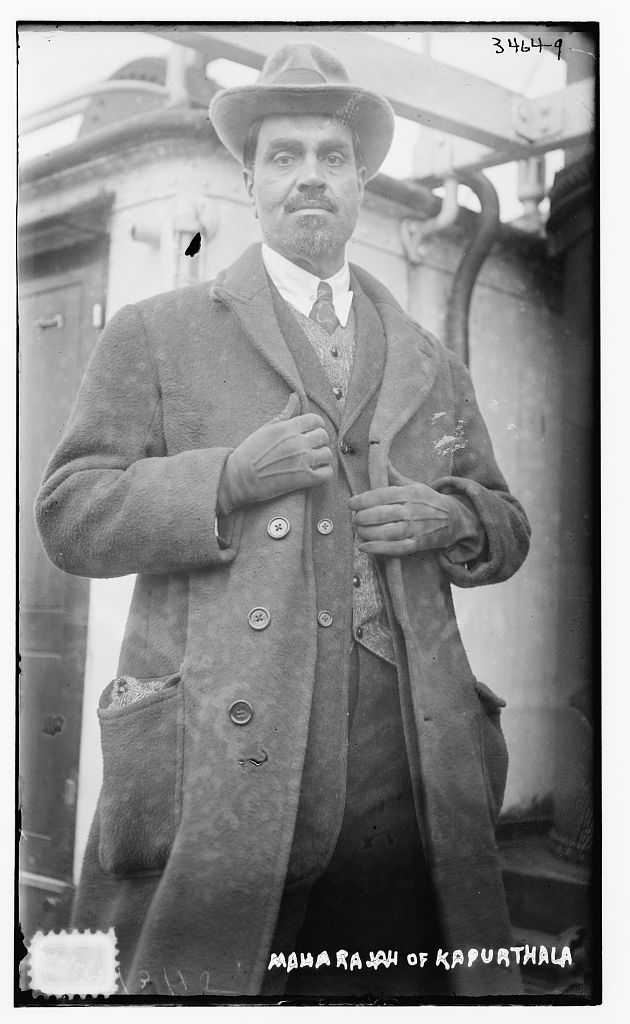
Le maharajah de Kapurthala en tenue occidentale dans les années 1910.

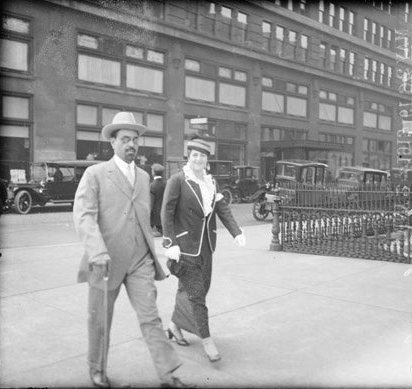
Le maharajah et sa femme Anita Delgado aux États-Unis, en 1915.

Il monte sur le trône de l'État de Kapurthala en 1877 et assume les pleins pouvoirs à partir de 1890. Francophile, il se livre à plusieurs voyages à travers le monde. Issu de la famille Jat Sikh, il reçoit le titre de maharaja en 1911. Il fait construire des palais et aménager des jardins dans la ville de Kapurthala. Sa principale résidence, la palais Jagatjit (en) s'inspire du château de Versailles. Il fait également ériger un gurdwara à Sultanpur Lodhi (en).
En 1893, il assiste au mariage du prince George et de Mary de Teck.
Il a représenté l'Inde à l'Assemblée générale de la Société des Nations à Genève en 1925, 1927 et 1929. Il a assisté à la Round Table Conference de 1931 et a occupé le poste de lieutenant-gouverneur de l'Union des États de Patiala et du Pendjab oriental (PEPSU).
Il était le cousin du Sardar Bhagat Singh, l'un des rares juges indiens de la Haute Cour sous le Raj britannique. Son petit-fils Sukhjit Singh (en) a servi comme brigadier dans l'armée indienne. Un autre de ses petits-fils, Arun Singh (en), a été ministre dans le gouvernement de Rajiv Gandhi. Sa cousine Rajkumari Amrit Kaur fut elle la première femme à siéger dans un gouvernement indien et sa belle-fille Sita Devi (en) fut une icône de la mode dans les années 1930.

## Mariages
- Premier mariage à Paprola, le 16 avril 1886, avec Maharani Harbans Kaur Sahiba, fille de Mian (en) Ranjit Singh Guleria (en) de Paprola (morte le 17 octobre 1941 à Mussoorie d'une insuffisance cardiaque). Ils ont deux fils : Paramjit Singh Sahib Bahadur et Mahijit Singh Sahib Bahadur.
- Deuxième mariage à Katoch, 1891, avec Rani Parvati Kaur Sahiba, fille d'un Sardar de Katoch (en) (morte le 20 février 1944 à Kapurthala). Ils ont un fils : Amarjit Singh Sahib Bahadur.
- Troisième mariage à Bashahr, 1892, avec Rani Lakshmi Kaur Sahiba, princesse d'une famille Rajput de Bashahr (morte en septembre 1959 à Kapurthala).
- Quatrième mariage à Jubbal, 1895, avec Rani Kanari Sahiba, fille du Dewan (en) de Jubbal (morte vers 1910). Ils ont un fils et une fille : Karamjit Singh Sahib Bahadur et Amrit Kaur Sahiba.
- Cinquième mariage à Paris, le 28 janvier 1908 (divorcés plus tard), avec Rani Prem Kaur Sahiba (née Anita Delgado en 1890 à Malaga, en Espagne, morte le 7 juillet 1962 à Madrid d'une insuffisance cardiaque). Ils ont un fils : Ajit Singh Sahib Bahadur. Dans le bois de Boulogne, 10 route du Champ-d'Entraînement, il fait construire pour elle un hôtel particulier en 1926[1].
- Sixième mariage à Kapurthala, en 1942, avec Rani Tara Devi Sahiba (née Eugenia Marie Grossupovai) ; elle était actrice et fille d'un comte tchèque et d'une actrice.

## Dans la culture populaire
- Probablement en souvenir de son mariage avec Anita Delgado, Don Pimpón, un personnage de la version espagnole de Sesame Street (en) a affirmé avoir beaucoup voyagé dans le monde avec « son ami le maharaja de Kapurthala ».
- Il est apparu dans l'épisode Orphans de la saison 4 d'American Horror Story, dans un flashback où il confie à Elsa Mars la garde de Mahadevi « Ma Petite » Patel.

## Décorations
- 1911 : Chevalier de 1re classe de l'ordre de la Couronne (Prusse)
- 1927 : Chevalier grand-croix de l'ordre de l'Empire britannique (Royaume-Uni)[2]
- 1929 : Grand croix de l'ordre royal de Saint-Sava (royaume des Serbes, Croates et Slovènes)[3]
- 1948 : Grand-croix de l'ordre national de la Légion d'honneur (France) ; grand-officier en 1924